# Звягіно (Сафоновський район)
Звягіно (рос. Звягино) — присілок Сафоновського району Смоленської області Росії. Входить до складу Прудківського сільського поселення.
Населення — 11 осіб (2007 рік). 